# Monumenta Serica
Monumenta Serica  (chiń. 華裔學志, Huayi xuezhi) – międzynarodowe naukowe czasopismo sinologiczne (pełna nazwa: Monumenta Serica. Journal of Oriental Studies) wydawane przez Instytut Monumenta Serica w Sankt Augustin (Niemcy). Jego redaktorem naczelnym był do 2012 roku Roman Malek, a obecnie – Zbigniew Wesołowski.
Czasopismo zostało założone w 1934 roku na Katolickim Uniwersytecie Fu Jen w Pekinie przez o. Franciszka Białasa (Franza Biallasa). Publikuje ono artykuły w języku angielskim, niemieckim lub francuskim przedstawiające najnowsze badania dotyczące materialnej i duchowej kultury Chin, jak również Mongolii i Tybetu. Zamieszczane są również recenzje nowych publikacji. Czasopismo jest wydawane raz w roku. Dostępny jest indeks czasopisma do 1983 r.